# ジョシュア・ノーラ
ジョシュア・ノーラ（Joshua Nohra、1996年6月11日 - ）は、ジャパンラグビーリーグワン埼玉パナソニックワイルドナイツに所属するラグビーユニオン選手。

## プロフィール
- オーストラリア出身[1]。
- ポジションはウィング(WTB)、フルバック(FB)。
- 身長 182 cm、体重 85 kg
- レバノン代表（英語版）に選ばれたことがある。

## 来歴
イーストウッド、を経て、2019年、近鉄ライナーズ(現・花園近鉄ライナーズ)に加入。同年11月17日に行われたトップチャレンジリーグ第1節清水建設ブルーシャークス戦に先発出場で日本での公式戦初出場を果たす。
2024年5月、花園近鉄ライナーズを退団した。
2024年6月、埼玉パナソニックワイルドナイツに入団した。